# Града (Тернопольская область)
Града (укр. Града) — село в Кременецкой городской общине Кременецкого района Тернопольской области Украины.
Код КОАТУУ — 6123481702. Население по переписи 2001 года составляло 578 человек.

## Географическое положение
Село Града находится на расстоянии в 1 км от сёл Гаи и Мысики.

## Объекты социальной сферы
- Клуб.